# Faiditus duckensis
Faiditus duckensis är en spindelart som först beskrevs av González och Carmen 1996.  Faiditus duckensis ingår i släktet Faiditus och familjen klotspindlar. Inga underarter finns listade i Catalogue of Life.